# Gastone di Foix-Béarn
Gastone di Foix-Béarn (1350 circa – 4 gennaio 1381) è stato un nobile francese erede della contea di Foix.

## Biografia
Era il primogenito di Gastone III di Foix-Béarn e di Agnese di Navarra, figlia di Giovanna II di Navarra.
Subito dopo la sua nascita, la madre Agnese venne ripudiata dal marito e tornò in Navarra vivendo presso la corte di suo fratello Carlo II di Navarra.
Sposò il 1º aprile 1379 Beatrice d'Armagnac, figlia del conte Giovanni II d'Armagnac, da cui non ebbe figli.
Spinto dallo zio materno Carlo II, cercò di avvelenare il padre Gastone III venendo imprigionato. Durante un acceso litigio tra padre e figlio, Gastone III, in un raptus di follia, tagliò la gola al figlio.
Gastone era l'unico figlio legittimo del conte cosicché, alla morte di Gastone Febo, la contea passò al nipote Matteo di Foix-Béarn.

## Ascendenza
|                                                        |                           |                                                  | Genitori                                                 |  |  | Nonni |  |  | Bisnonni                                        |  |  | Trisnonni                               |  |
|                                                        |                           |                                                  |                                                          |  |  |       |  |  | 8. Gastone I, conte di Foix e visconte di Béarn |  |  | 16. Ruggero Bernardo III, conte di Foix |  |
|                                                        |                           |                                                  |                                                          |  |  |       |  |  | 8. Gastone I, conte di Foix e visconte di Béarn |  |  | 16. Ruggero Bernardo III, conte di Foix |  |
|                                                        |                           | 17. Margherita di Montcada, viscontessa di Béarn |                                                          |  |  |       |  |  | 8. Gastone I, conte di Foix e visconte di Béarn |  |  |                                         |  |
| 4. Gastone II, conte di Foix e visconte di Béarn       |                           |                                                  |                                                          |  |  |       |  |  | 8. Gastone I, conte di Foix e visconte di Béarn |  |  |                                         |  |
|                                                        |                           | 9. Giovanna d'Artois                             | 18. Filippo d'Artois, signore di Conches-en-Ouche        |  |  |       |  |  |                                                 |  |  |                                         |  |
|                                                        |                           | 9. Giovanna d'Artois                             | 18. Filippo d'Artois, signore di Conches-en-Ouche        |  |  |       |  |  |                                                 |  |  |                                         |  |
|                                                        |                           | 9. Giovanna d'Artois                             | 19. Bianca di Bretagna                                   |  |  |       |  |  |                                                 |  |  |                                         |  |
| 2. Gastone III Febo, conte di Foix e visconte di Béarn |                           | 9. Giovanna d'Artois                             |                                                          |  |  |       |  |  |                                                 |  |  |                                         |  |
|                                                        |                           | 10. Bernardo VII, conte di Comminges             | 20. Bernardo VI, conte di Comminges                      |  |  |       |  |  |                                                 |  |  |                                         |  |
|                                                        |                           | 10. Bernardo VII, conte di Comminges             | 20. Bernardo VI, conte di Comminges                      |  |  |       |  |  |                                                 |  |  |                                         |  |
|                                                        |                           | 10. Bernardo VII, conte di Comminges             | 21. Teresa                                               |  |  |       |  |  |                                                 |  |  |                                         |  |
| 5. Leonora di Cominges                                 |                           | 10. Bernardo VII, conte di Comminges             |                                                          |  |  |       |  |  |                                                 |  |  |                                         |  |
|                                                        |                           | 11. Laura di Montfort-Castres                    | 22. Filippo II de Montfort, conte di Castres             |  |  |       |  |  |                                                 |  |  |                                         |  |
|                                                        |                           | 11. Laura di Montfort-Castres                    | 22. Filippo II de Montfort, conte di Castres             |  |  |       |  |  |                                                 |  |  |                                         |  |
|                                                        |                           | 11. Laura di Montfort-Castres                    | 23. Giovanna di Lévis                                    |  |  |       |  |  |                                                 |  |  |                                         |  |
| 1. Gastone di Foix-Béarn                               |                           | 11. Laura di Montfort-Castres                    |                                                          |  |  |       |  |  |                                                 |  |  |                                         |  |
|                                                        | 12. Luigi, conte d'Évreux | 24. Filippo III, re di Francia                   |                                                          |  |  |       |  |  |                                                 |  |  |                                         |  |
|                                                        | 12. Luigi, conte d'Évreux | 24. Filippo III, re di Francia                   |                                                          |  |  |       |  |  |                                                 |  |  |                                         |  |
|                                                        | 12. Luigi, conte d'Évreux | 25. Maria di Brabante                            |                                                          |  |  |       |  |  |                                                 |  |  |                                         |  |
| 6. Filippo, conte d'Évreux                             | 12. Luigi, conte d'Évreux |                                                  |                                                          |  |  |       |  |  |                                                 |  |  |                                         |  |
|                                                        |                           | 13. Margherita d'Artois                          | 26. Filippo d'Artois, signore di Conches-en-Ouche (= 18) |  |  |       |  |  |                                                 |  |  |                                         |  |
|                                                        |                           | 13. Margherita d'Artois                          | 26. Filippo d'Artois, signore di Conches-en-Ouche (= 18) |  |  |       |  |  |                                                 |  |  |                                         |  |
|                                                        |                           | 13. Margherita d'Artois                          | 27. Bianca di Bretagna (= 19)                            |  |  |       |  |  |                                                 |  |  |                                         |  |
| 3. Agnese di Navarra                                   |                           | 13. Margherita d'Artois                          |                                                          |  |  |       |  |  |                                                 |  |  |                                         |  |
|                                                        |                           | 14. Luigi X di Francia                           | 28. Filippo IV di Francia                                |  |  |       |  |  |                                                 |  |  |                                         |  |
|                                                        |                           | 14. Luigi X di Francia                           | 28. Filippo IV di Francia                                |  |  |       |  |  |                                                 |  |  |                                         |  |
|                                                        |                           | 14. Luigi X di Francia                           | 29. Giovanna I, regina di Navarra                        |  |  |       |  |  |                                                 |  |  |                                         |  |
| 7. Giovanna II, regina di Navarra                      |                           | 14. Luigi X di Francia                           |                                                          |  |  |       |  |  |                                                 |  |  |                                         |  |
|                                                        |                           | 15. Margherita di Borgogna                       | 30. Roberto II, duca di Borgogna                         |  |  |       |  |  |                                                 |  |  |                                         |  |
|                                                        |                           | 15. Margherita di Borgogna                       | 30. Roberto II, duca di Borgogna                         |  |  |       |  |  |                                                 |  |  |                                         |  |
|                                                        |                           | 15. Margherita di Borgogna                       | 31. Agnese di Francia                                    |  |  |       |  |  |                                                 |  |  |                                         |  |
|                                                        |                           | 15. Margherita di Borgogna                       |                                                          |  |  |       |  |  |                                                 |  |  |                                         |  |